# تاریخ یهودیان در اقیانوسیه
تاریخ یهودیان در اقیانوسیه با کاوشگران و شکارچی‌های نهنگ‌ آغاز می‌شود. مهاجران یهودی و سایر مهاجران از سده هجدهم وارد اقیانوسیه شدند. آنها در استرالیا و نیوزیلند و سپس در جزایر کوچکتر اقیانوسیه اقامت گزیدند.

## نیوزلند
تاریخچه یهودیان در نیوزیلند با ورود تجار یهودی در دهه ۱۸۳۰ به آنجا آغاز شد. پیش از اینکه نیوزیلند در سال ۱۸۴۰ مستعمره انگلیس شود، جمعیت یهودیان کمتر از ۳۰ نفر بود. مهاجرت به چهار گروه اصلی منجر شده‌است: خانواده‌های مسن تر که در سده نوزدهم از انگلستان آمده‌اند، پناهندگان اروپایی‌تبار دهه‌های ۱۹۳۰ و ۱۹۴۰، خانواده‌هایی که در دهه ۱۹۵۰ از انگلیس مهاجرت کرده‌اند و مهاجران اخیر از آفریقای جنوبی، اسرائیل و کشورهای دیگر اتحاد جماهیر شوروی سابق. یهودیان برجسته نیوزیلند شامل نخست‌وزیر قرن نوزدهم سر جولیوس ووگل و حداقل پنج شهردار اوکلند از جمله داو مایر رابینسون هستند.
در سرشماری سال ۲۰۱۳ نیوزیلند، ۶۸۶۷ نفر از کل جمعیت ۴٫۵ میلیون نفری نیوزیلند ادعای وابستگی به یهودیت را داشتند. اکثر یهودیان نیوزیلند در اوکلند و ولینگتون زندگی می‌کنند.